# Parc nacional dels Carpats
El Parc nacional natural dels Carpats (en ucraïnès, Карпатський національний природний парк) és un parc nacional situat en l'óblast d'Ivano-Frankivsk, a Ucraïna. El parc va ser creat el 3 de juny del 1980 per protegir els paisatges de les muntanyes dels Carpats. El centre administratiu del parc es troba a Yaremche. Aquest parc natural és el primer dels parcs nacionals d'Ucraïna i un dels majors del país. El parc és una important destinació turística, i posseeix unes 50 rutes que el recorren.
El parc té una àrea de 515,7 km², dels quals 383,4 km² tenen prohibida qualsevol activitat econòmica. La zona que abasta el parc es troba compartida entre el raion de Nadvirna i el raion de Verkhovyna, ubicats al sud-oest de l'óblast d'Ivano-Frankivsk i limitant amb l'óblast de Transcarpàcia. El parc es troba a la zona més elevada dels Carpats ucraïnesos, en els pendents orientals de les conques dels rius Prut (el naixement es troba al parc) i el Black Cheremosh. El mont Hoverla (ubicat al límit del parc, al raion de Verkhovyna) és el punt de major elevació d'Ucraïna (2061 m). El punt més baix es troba a 500 msnm.
La zona que ocupa el Parc nacional natural dels Carpats va ser habitada en l'antiguitat pels hutsuls i conté diversos monuments històrics, inclosos edificis construïts de fusta. El 1921, es va crear una reserva natural a les zones més elevades dels Carpats ucraïnesos; la reserva originalment tenia una superfície de 4,47 km². El 1968 la van fusionar amb la nova Reserva de la biosfera dels Carpats. Va ser creat el 1980 mitjançant un decret del Consell de Ministres de la República Socialista Soviètica d'Ucraïna, i inclou gairebé la meitat de l'àrea que anteriorment corresponia a la Reserva dels Carpats. El parc és una unitat independent subordinada al Ministeri d'Ecologia i Recursos Naturals d'Ucraïna.
L'entorn del parc inclou zones de prats alpins i boscos. Les tres espècies d'arbres més comunes al parc són l'avet blanc, el faig comú, i la pícea. La cascada Huk, amb una caiguda de 84 m, és la cascada amb un salt més gran dels Carpats ucraïnesos. Hi ha també dos llacs d'origen glacial.